# Nathaniel P. Banks
Nathaniel Prentice Banks, född 30 januari 1816 i Waltham, Massachusetts, död där 1 september 1894, var en amerikansk politiker och militär. Han var talman i USA:s representanthus 1856-1857, guvernör i Massachusetts 1858-1861 och generalmajor i nordstatsarmén i amerikanska inbördeskriget. I arméns papper stavades mellannamnet "Prentiss" och därför har militärhistoriker ofta använt den stavningen av mellannamnet.
Banks inledde sin politiska karriär som demokrat och var talman i Massachusetts House of Representatives, underhuset i delstatens lagstiftande församling, 1851-1852. Han var för första gången ledamot av USA:s representanthus från 4 mars 1853 till 24 december 1857. Under den perioden hann han också vara talman. Han blev först invald som demokrat, sedan som kandidat för knownothings och tredje gången som republikan. Under resten av karriären förblev han republikan och var ledamot av representanthuset från Massachusetts på nytt 1865-1873, 1875-1879 och 1889-1891.